# Poškození rostlin zasolením půdy
Poškození rostlin zasolením půdy je fyziologické poškození rostlin způsobené působením nevhodné kvality půdy na rostlinu. Pro rostliny jsou zasolené půdy především fyziologicky suché, ačkoliv nadměrné množství sodíku a chloru poškozuje rostliny rovněž a druhotně dochází k blokování příjmu některých živin (fosforu, vápníku).

## Popis
Různé druhy rostlin snáší různě zasolení půdy, nejodolnější jsou halofyty, halofilní rostliny (slanomilné rostliny).
Zasolené, slané, půdy jsou pro většinu druhů rostlin fyziologicky suché půdy v důsledku zvýšené osmotické vazby vody. Negativně působí i vysoká hladina chloru, který nebývá rostlinami obvykle dobře snášen. Příčinou zasolení, mimo přirozeně vzniklá slaniska, je používání zimních posypů a zavlažování. Zasolení je spojováno se zvyšující se hladinou pH.
Působení nadbytku chloridu sodného se u rostlin projevuje omezením růstu, odumřením pletiv listů, a poškozením kořenového systému. Postupně dochází k oslabování rostliny, odumření částí a celé rostliny. Na zasolených půdách bývá nízký obsah draslíku, vápníku a fosforu. Odlišné je rovněž složení rostlin a živočichů. U jehličnanů je typická chloróza a hnědnutí jehlic. u listnáčů se projevují chlorózy a hnědnutí listů. Malé odumřelé výhony jsou po obvodu koruny.
V některých případech se zasolení může kumulovat v oblasti kořenů, například při používání slané vody k závlaze. Zasolená půda je prakticky nepoužitelná k zemědělským účelům.